# 愛の、がっこう。
『愛の、がっこう。』（あいの がっこう）は、2025年7月10日からフジテレビ系「木曜劇場」枠にて放送中のテレビドラマ。主演は木村文乃。

## あらすじ
高校教師である小川愛実は生徒からの信頼を得られずに悩み、婚約者の川原洋二との関係にも、どこか不安を抱えていた。そんなある日、教え子の夏希がホストクラブ「THE JOKER」に入り浸っていることを知った愛実は彼女を連れ戻すべく店へと駆けつける。だが、そこで複雑な家庭環境で育ち、文字の読み書きができないホスト・カヲルと出会い、彼と関わり続けるうちに禁断の恋へと足を踏み入れる。

## キャスト

### 主要人物
小川愛実（おがわ まなみ）〈35〉
演 - 木村文乃
主人公。私立ピエタス女学院高等学校葵組の担任で現国教師。古い価値観を持つ家庭に育ち、親の言うとおりに過ごしてきた。慎重な性格でまじめすぎてまっすぐ過ぎるが故に、過去に一度、大きな過ちを犯したことがある。恋愛は奥手で、今は誠治の紹介で出会った川原と交際中。プロポーズされたが、2人の将来に不安を抱えており悩んでいる。そんな中、突然ホストのカヲルと出会い、世界が一変する。
カヲル / 鷹森大雅（たかもり たいが）〈23〉
演 - ラウール（Snow Man）（幼少期：白鳥廉）
ホストクラブ「THE JOKER」のNo.7。人懐っこい笑顔とトークスキルを武器にのし上がり、人気急上昇中。家庭環境が整わない生活を送り義務教育も大して受けられなかったため、文字の読み書きが苦手。母親からの愛情もあまり受けておらず、父親は顔も知らない。年の離れた異父兄弟の弟・勇樹がいる。そんなある日、教師である愛実と出会い、運命が変わる。

### ホストクラブ『THE JOKER』
松浦小治郎（まつうら こじろう）〈52〉
演 - 沢村一樹
社長。スマートな身のこなしで、時に優しく時に厳しい姿勢でホストたちに慕われる兄貴分。松浦に憧れて入店するホストも多い。かつて、家出したカヲルを夜の世界に誘った。
竹千代（たけちよ）〈30〉
演 - 坂口涼太郎
ホスト。カヲルよりも年上だが業界歴では後輩。カヲルの寮のルームメイトでもある。カヲルのカリスマ性に惚れ込み慕っている。
神門つばさ〈22〉
演 - 荒井啓志
No.1ホスト。一流大学に通う大学生。学が無いのに成績をあげるカヲルにライバル心を燃やす。
皇ヒロト〈21〉
演 - 別府由来
No.2ホスト。つばさの舎弟。つばさを慕い、カヲルを嫌う。

ホスト（源氏名）
演 - 菅野郁弥（新城紫翔）、才川コージ（突撃愛ランド）、森下紫温（朱雀陸）、風早颯（夜宵ルキア）、佐藤峻輔（獄寺仁）、山本主税（零王）、苅田裕介（安羅々木アレン）、平本りく（MAITY）、角屋直（一 誠）、山本真弘（虎太郎）、羽田将大（黒猫音弥）、赤羽流河（咲）、斎藤挙人（椿リョータ）、篠田一斗（カイル）、安田秀昭（スンビン）、道（心々）、神仙龍之介（伊集院冴）

内勤（源氏名）
演 - 山形匠（勝 大夢）、松本拓海（吉良キラ）、藤田真澄（yeah!めっちゃ堀です。）

側近
演 - テイ龍進
松浦社長の側近。

### 私立ピエタス女学院高等学校
佐倉栄太（さくら えいた）〈30〉
演 - 味方良介
3年葵組の副担任。愛実をフォローするような素振りを見せるが、愛実は心を許せずにいる。しかし、あることがきっかけで心を通わせるようになる。
沢口夏希（さわぐち なつき）〈18〉
演 - 早坂美海
3年葵組の生徒。年齢を偽ってホストクラブ『THE JOKER』に出入りし、カヲルに夢中になって親のお金を使い込んでしまう。
植野憲子
演 - 今藤洋子
ピエタス女学院の教頭。
橋本恵美子
演 - 小野寺ずる
学年主任。
生徒
演 - 小林桃子（役名：森村）、牧野羽咲（役名：田村萌）、熊井戸花（役名：市川里奈）、服部樹咲（役名：峯田由衣）
ピエタス女学院の生徒。
その他生徒
演 - 西川実花、渡邊れいら、古澤メイ、濱尾咲綺、栁澤花、高瀬理子、松浦京佳、上杉柚葉、高玉こころ、近藤璃乙、武山瑠香、平谷佳音、成瀬凪、丸山真亜弥、菊地梨希、伊藤みいま、柏結菜、倉嶋ここの、大崎薫、滝瀬すずな、小髙まつり、西田圭李、平塚美晴、高橋菜加、小野歩夢

教師
演 - ミルノ純、羽藤萌結、伊地知玲奈、清水ゆみこ、浅井彩香、前田莉瑚、朝長愛

### 周辺人物
町田百々子（まちだ ももこ）〈35〉
演 - 田中みな実
愛実の高校時代からの親友。大学卒業後はテレビ局に入社し、14年間テレビ局の報道センターで働いている。記者を経て、現在は夕方のニュース番組の責任者。愛実とは正反対な性格だが同じバドミントン部に所属しダブルスを組んだことをきっかけに仲を深めていった。不器用で人付き合いが苦手な愛実と比べて要領が良く軽妙なトークで誰とでも打ち解けることができる。あることをきっかけに「愛実のことは私が一生守る」と誓っており、ホストと関わる愛実を心配している。　
川原洋二（かわはら ようじ）〈36〉
演 - 中島歩
愛実の交際相手。大手企業の執行役員を務めた父と専業主婦の母にひとり息子として育てられ、一流大学を卒業した後は大手銀行に勤務している。父親同士が大学のゼミ仲間で半ば強制的に愛実と交際することになるが、雪乃という既婚女性と不倫している。
田所雪乃（たどころ ゆきの）
演 - 野波麻帆
洋二と不倫関係の既婚女性。
一ノ瀬、九十九宏、四方田
演 - 大村わたる、西洋亮、今村美乃
JBCでの町田百々子の部下。
宇都宮明菜（うつのみや あきな）
演 - 吉瀬美智子（第2話 - ）
つばさの客。エステやネイルサロンを多数経営するやり手社長。
香坂奈央（こうさか なお）〈44〉
演 - りょう
カヲルの母。夜の街で働いていた頃にカヲルを妊娠。相手とは籍を入れずにひとりで出産するがカヲルが小学校に上がる頃には養育を放棄してしまう。5年前に妊娠・結婚し、今は夫とカヲルの異父兄弟・勇樹と暮らす。夫と美容院を自営しているが生活は苦しく、ホストとして稼ぐようになったカヲルにお金をせがんでいる。いわゆる“毒親”だが、陽気で憎めない一面もある。カヲルの父親のことは一度も口にしたことがない。
香坂勇樹〈5〉
演 - あお
カヲルの異父弟。病気で治療費がかかるため、カヲルに援助してもらっている。
小川早苗（おがわ さなえ）〈60〉
演 - 筒井真理子
愛実の母。専業主婦。家事を完璧にこなすも何かと夫・誠治に小言を言われてしまうため、いつも顔色をうかがっている。心配性で世間知らず。愛実を気にかけ、思いを尊重したいと願っている。
小川誠治（おがわ せいじ）〈64〉
演 - 酒向芳
愛実の父。新卒で入社した大手企業で順調に出世し、現在はコンプライアンス担当役員を務めている。普段は温厚で冷静、常に正論を語る。専業主婦の妻・早苗を「自分のおかげで何不自由なく生活している」と思っている。育ちが良く大手銀行に勤務する川原との結婚こそが、愛実の幸せだと信じて疑わない。

### ゲスト

#### 第1話
沢口あかり
演 - 映美くらら（第2話・第5話）
夏希の母。財務省勤務。
本間直人
演 - 長友郁真
愛実が出版社に勤めていた時の同僚で元婚約者。他に好きな人ができた、と愛実に別れを告げたあと、彼女にストーキングされる。
ゆかり
演 - 川面千晶
つばさの客。

警察官
演 - 松本祐菜
本間からの通報を受けて愛実を連行する警官。
編集長
演 - 榎木薗郁也
愛実が勤めていた出版社・文芸編集部の編集長。
大木智香
演 - 光嶌なづな
愛実が勤めていた出版社の社員。

#### 第2話
野上
演 - 龍イチカ
明菜がカヲルを連れて行く紳士服店の店員。
茜
演 - 山口真佑奈
カヲルの客。腕にタトゥーを入れている。
小室
演 - 市原茉莉
ジュエリーショップ店員。
店員
演 - 守谷勇人
明菜がカヲルを連れて行く高級ホテル内のジュエリーショップのスタッフ。
ホテルスタッフ
演 - 伊勢村圭太

#### 第3話
香坂
演 - 木原勝利（第2話・第4話）
勇樹の父。美容院「SALON DE KOSAKA」を営んでいる。
川原貢
演 - 井上肇
洋二の父。小川誠治の友人。
川原依子
演 - 松本圭未
洋二の母。
教師
演 - 大矢三四郎
15年前のカヲルの小学校の担任教師。

#### 第4話
エステティシャン
演 - 畦田ひとみ
カヲルに施術を行う。

#### 第5話
店員
演 - 西出結
書店店員。

#### 第6話
絹江、夫
演 - 黒沢あすか、木村文
海岸近くの食堂「Shore Break」の店主夫婦。
店員
演 - 内藤聖羽
パチンコ屋「夢球殿」の店員。
店主
演 - 花王おさむ
愛実とカヲルが訪れた帽子屋の店主。
先生
演 - 真織
青空教室で子供たちを率いる先生。
中学生
演 - 山賀千颯、櫻井柚希、池尻稀春、宮崎紬
愛実とカヲルと京急電車で乗り合わせた女子中学生たち。愛実たちを「バカップル」と揶揄する。

## スタッフ
- 脚本 - 井上由美子[1]
- 音楽 - 菅野祐悟[1]
- 主題歌 - レイニ「Spiral feat. Yura」[91]
- 演出 - 西谷弘[1]、高橋由妃[92]、山田勇人（スイッチ）[92]
- プロデュース - 栗原彩乃[1]
- 制作著作 - フジテレビ[1]

## 放送日程
| 各話                                                                     | 放送日  | サブタイトル   | 演出     | 視聴率 |
| ------------------------------------------------------------------------ | ------- | -------------- | -------- | ------ |
| 第1話                                                                    | 7月10日 | 放課後         | 西谷弘   | 4.7%   |
| 第2話                                                                    | 7月17日 | 個人授業       | 西谷弘   | 4.2％  |
| 第3話                                                                    | 7月24日 | 宿題           | 山田勇人 | 4.1％  |
| 第4話                                                                    | 7月31日 | ずる休み       | 高橋由妃 |        |
| 第5話                                                                    | 8月07日 | 校則違反       | 高橋由妃 |        |
| 第6話                                                                    | 8月14日 | 二人だけの遠足 | 西谷弘   | 4.2％  |
| 平均視聴率 %（視聴率はビデオリサーチ調べ、関東地区・世帯・リアルタイム） |         |                |          |        |

- 初回は22時00分 - 23時09分の15分拡大放送[98]。
- 第2話は「特別編集版『鬼滅の刃』」放送の影響で20分遅れて22時20分-23時14分の放送。

## その他
- 2025年7月10日放送の第1話の劇中において、ホストクラブの営業成績が発表される場面があったが、放送直前の同年6月28日に改正された風俗営業等の規制及び業務の適正化等に関する法律（通称・風営法）により、ホストの順位表記は禁止となったことから、エンディングにて補足と注意喚起のテロップが表示された[99]。「改正風営法については、番組公式ホームページをご覧ください」との呼びかけが表示され、公式サイトでは「ホストクラブの営業について、次のような行為は規制されています」と具体例を挙げて解説し「悪質なホストクラブで被害にあわないよう、十分ご注意ください」と呼びかけた[99]。